# Jean Petitot
Jean Petitot (Paris, 8 de abril de 1944) é um filósofo e matemático francês.
Graduado pela Escola Politécnica (1965), detentor de um diplôme d'études approfondies em matemática pura (1968), seguido por uma especialização em geometria diferencial, sistemas dinâmicos e teoria das singularidades sob orientação de Laurent Schwartz. Em seguida, formou-se pela École des hautes études en sciences sociales (1973) e tornou-se doutor em Artes e Humanidades (1982). Seu trabalho se concentra na epistemologia da matemática e da física matemática, com destaque aos modelos morfodinâmicos e conexionistas em neurociência cognitiva, sistemas complexos e fenomenologia da percepção.
Também trabalhou a genealogia teórica do estruturalismo, enfatizando a existência, ao lado da conhecida origem linguística, de uma linhagem naturalística e morfodinâmica que vai de Goethe a Claude Lévi-Strauss. Nesse contexto, ele se interessou pelas incursões do antropólogo na formalização matemática e, em particular, na fórmula canônica do mito.

## Obras
- Morphogenèse du sens, Paris, PUF, 1985.
- Les Catastrophes de la parole. De Roman Jakobson à René Thom, Paris, Maloine, 1985.
- Local / Global, Enciclopedia Einaudi, vol.4, 1986.
- La Philosophie transcendantale et le problème de l'objectivité, Paris, Osiris, 1991.
- Physique du sens. De la théorie des singularités aux structures sémio-narratives, Paris, Éditions du CNRS, 1992.
- Morphologie et esthétique, Paris, Maisonneuve et Larose, 2003.
- Morphogenesis of Meaning, trad. F. Manjali, Bern, Peter Lang, 2003.
- Neurogéométrie de la Vision. Modèles mathématiques et physiques des architectures fonctionnelles, École Polytechnique et Ellipses, 2008.
- Per un nuovo illuminismo. La conoscenza scientifica come valore culturale e civile, trad. F. Minazzi, Milano, Bompiani 2009.
- Cognitive Morphodynamics. Dynamical Morphological Models of Constituency in Perception and Syntax (with R. Doursat), Bern, Peter Lang, 2011.
- Elements of Neurogeometry. Functional Architectures of Vision, Lecture Notes in Morphogenesis, Springer, 2017.